# Sommossa

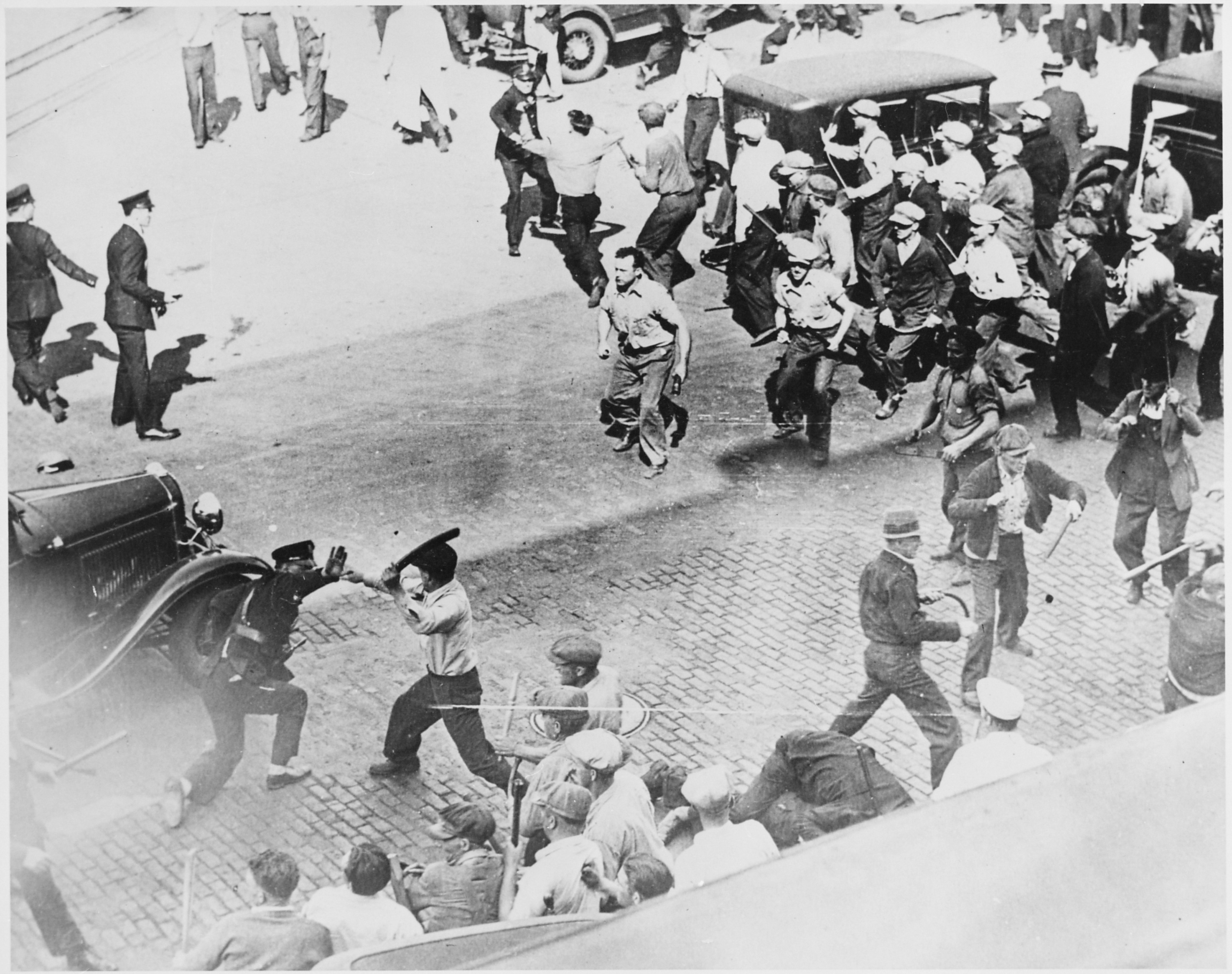
Una sommossa a Minneapolis.

Una sommossa è un'azione collettiva contro l'ordine costituito. Quando deriva da una rivolta, è caratterizzata da gruppi non omogenei di individui ed indica un'azione più improvvisa, meno estesa e organizzata di quella che deriva dalla sedizione.

## Cause scatenanti
Le sommosse tendono ad accendersi a causa di intolleranze razziali, religiose, politiche, tasse elevate. Talvolta anche durante manifestazioni sportive si possono avere disordini per tensioni tra tifoserie.

## Caratteristiche
Spesso è accompagnata da violenza, teppismo, vandalismo e altre forme di criminalità, ed è per questo che la situazione può sfuggire al controllo delle forze dell'ordine. Sono tipicamente caotiche e mosse da azioni individualiste e non coordinate tra loro, ma possono presentare comportamento del gregge.
Solitamente non è presente un leader o un fine uniforme, il più delle volte sono manifestazioni spontanee e disorganizzate. Durante le sommosse possono verificarsi anche danneggiamenti e distruzioni di proprietà pubbliche e private, specialmente negozi, automobili, ristoranti, sedi di istituzioni ed edifici di culto.

## Sommosse famose
- 11 gennaio 532 - Rivolta di Nika (Costantinopoli)
- XVI secolo - Guerra dei contadini tedeschi (Germania)
- 1378 - Tumulto dei Ciompi (Firenze)
- 1511 - Crudele giovedì grasso (Friuli)
- 1773 - Boston Tea Party, Boston, (USA)
- Dal 1970 al 1971 - Fatti di Reggio (Reggio Calabria)
- Dal dicembre 1988 al gennaio 1989 - Proteste anti-africane di Nanchino
- 2001 - Scontri al G8 di Genova
- 2006 - Caricature di Maometto sul Jyllands-Posten
- 2008 - Scontri di Belgrado per l'indipendenza del Kosovo
- Dal 2010 al 2012 - Proteste nel mondo arabo